# Mutatocoptops alboapicalis
Mutatocoptops alboapicalis är en skalbaggsart som beskrevs av Maurice Pic 1925. Mutatocoptops alboapicalis ingår i släktet Mutatocoptops och familjen långhorningar.
Artens utbredningsområde är Laos. Inga underarter finns listade i Catalogue of Life.